# Họ Loa kèn
Họ Loa kèn (danh pháp khoa học: Liliaceae), trước đây còn gọi là họ Hành (theo tên chi Allium, xem thêm phần lưu ý), là một họ thực vật một lá mầm trong bộ Loa kèn (Liliales). Các loài trong họ này có các lá thẳng, chủ yếu với các gân lá song song và các phần của hoa là ba đoạn.
Rất nhiều loài trong họ Liliaceae là các cây cảnh quan trọng, được trồng rộng khắp để lấy hoa rất đẹp của chúng. Phần lớn các chi là các loại cây có chứa chất độc nếu ăn phải.
Họ Loa kèn trước đây là nhóm cận ngành "chứa mọi thứ", nó bao gồm một lượng lớn các chi mà hiện nay người ta đã tách ra để đưa vào các họ khác và một số sang các bộ khác, chẳng hạn như các họ Agavaceae, Alliaceae, Anthericaceae, Asparagaceae, Asphodelaceae, Convallariaceae, Hyacinthaceae, Melanthiaceae, Nartheciaceae, Smilacaceae, Tecophilaeaceae, Themidaceae, Tofieldiaceae, Trilliaceae và Uvulariaceae.
Chi Calochortus, bao gồm các loại loa kèn Sego và Mariposa cùng các chi tương tự nó được tách ra thành một họ riêng là họ Calochortaceae trong một số hệ thống phân loại, trong khi các hệ thống phân loại khác vẫn giữ chúng trong họ Liliaceae và đưa vào phân họ Calochortoideae.

## Các chi trong lịch sử
Danh sách dưới đây bao gồm các chi mà theo lịch sử đã từng được đưa vào trong họ Liliaceae. Sự phân loại thực vật một lá mầm đã trải qua nhiều sửa đổi đáng kể trong những năm gần đây và một số hệ thống phân loại mới, như APG II của Angiosperm Phylogeny Group, đã đưa nhiều chi trong số này sang các họ khác, dựa trên các mối quan hệ di truyền học. Các họ theo APG II được để trong ngoặc.

### Họ Loa kèn trong hiện tại
| - Abama (đồng nghĩa Narthecium) - Aletris - Allium Hành, tỏi (Alliaceae) - Alstroemeria (Alstroemeriaceae) - Amaryllis (Amaryllidaceae) - Amianthium - Androstephium (Themidaceae) - Anthericum - Anticlea - Arthropodium - Asparagus (Asparagaceae) - Asphodelus (Asphodelaceae) - Astelia - Atamosco - Bellevalia (Hyacinthaceae) - Bloomeria (Themidaceae) - Bomarea (Alstroemeriaceae) - Brodiaea (Themidaceae) - Calochortus (Liliaceae hay Calochortaceae) - Camassia (Agavaceae) - Chamaelirium - Chionographis - Chlorogalum (Agavaceae) - Chlorophytum - Clintonia (Liliaceae) - Colchicum (Colchicaceae) - Conanthera - Convallaria Lan chuông (Ruscaceae) - Cooperia - Crinum - Curculigo - Cyclobothra - Daiswa - Dianella - Disporum - Drimia (Hyacinthaceae) - Drimiopsis (Hyacinthaceae) - Echeandia - Eremurus (Asphodelaceae) - Eriospermum - Erythronium (Liliaceae) - Eucharis (Amaryllidaceae) - Eucrosia - Eustephia - Fritillaria (Liliaceae) - Gagea (Liliaceae) - Gloriosa (Colchicaceae) - Greenia - Griffinia - Habranthus - Harperocallis - Hastingsia (Hyacinthaceae) - Helonias - Heloniopsis - Hemerocallis Hoa hiên (Hemerocallidaceae) - Hemiphylacus - Herreria - Hesperanthes - Hesperoscordum (Themidaceae) - Hessea - Hippeastrum "Amaryllis" (Amaryllidaceae) - Hookera - Hymenocallis thủy tiên Peru - Hypoxis (Hypoxidaceae) | - Ismene - Jaimehintonia - Johnsonia - Kniphofia (Asphodelaceae) - Laxmannia (Laxmanniaceae) - Lepidopharynx - Leucocrinum - Leucojum Hoa bông tuyết (Amaryllidaceae) - Lilium Loa kèn (Liliaceae) - Liriope (Ruscaceae) - Maianthemum (Ruscaceae) - Melanthium (Melanthiaceae) - Metanarthecium - Miersia - Milla (Themidaceae) - Molineria - Muilla (Alliaceae) - Narcissus thủy tiên (Amaryllidaceae) - Narthecium (Nartheciaceae) - Nietneria - Nomocharis (Liliaceae) - Nothoscordum (Alliaceae) - Odontostomum - Ophiopogon (Ruscaceae) - Ornithogalum (Hyacinthaceae) - Paradisea - Paris (Melanthiaceae) - Peliosanthes - Phaedranassa - Phalangium - Polygonatum (Ruscaceae) - Prosartes - Quamasia - Roulinia - Salomonia - Schoenocaulon - Scilla (Hyacinthaceae) - Scoliopus (Liliaceae) - Selonia - Smilacina (Ruscaceae thành Maianthemum) - Stenanthium - Streptopus (Liliaceae) - Stropholirion - Theropogon - Tofieldia - Tovaria - Toxicoscordion - Tracyanthus - Tricyrtis (Liliaceae) - Trillium (Melanthiaceae) - Triteleia (Themidaceae) - Tulbaghia (Alliaceae) - Tulipa Uất kim hương (tu lip) (Liliaceae) - Tupistra - Unifolium - Urceolina - Uvularia (Colchicaceae) - Vagnera - Veratrum (Melanthiaceae) - Wurmbea - Xerophyllum (Melanthiaceae) - Zephyranthes (Amaryllidaceae) - Zigadenus (Melanthiaceae) - Zygadenus |

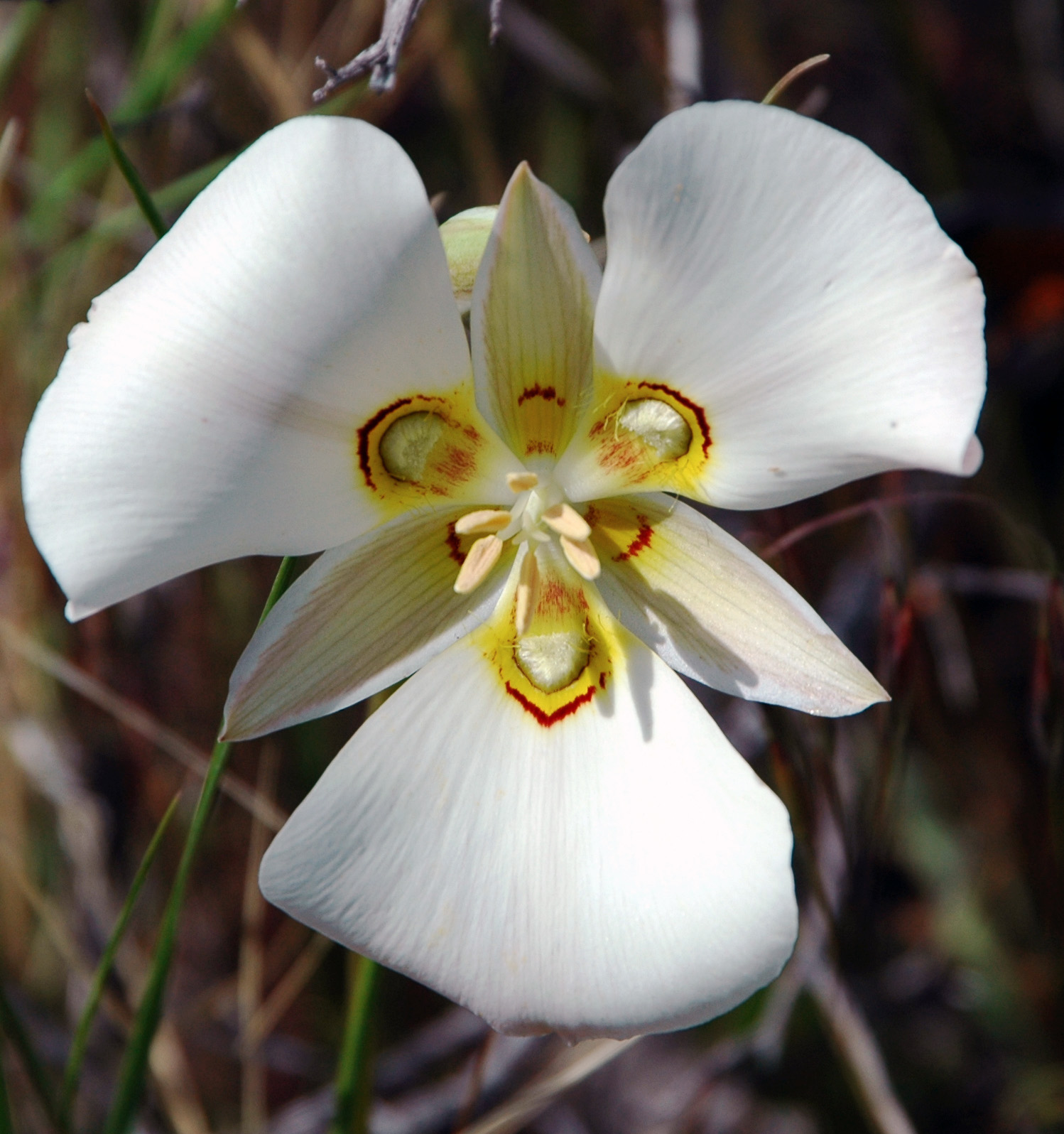
Calochortus nuttallii (loa kèn Sego)

## Phát sinh chủng loài
Cây phát sinh chủng loài dưới đây lấy theo APG III.

| Alstroemeriaceae s.l. | \| \| Luzuriageae (Luzuriagaceae) \| \| \| \| \| \| Alstroemerieae (Alstroemeriaceae s.s) \| \| \| \| |
|                       | \| \| Luzuriageae (Luzuriagaceae) \| \| \| \| \| \| Alstroemerieae (Alstroemeriaceae s.s) \| \| \| \| |
|                       | Luzuriageae (Luzuriagaceae)                                                                           |
|                       | |
|                       | Alstroemerieae (Alstroemeriaceae s.s)                                                                 |
|                       | |

|  | Luzuriageae (Luzuriagaceae)           |
|  |                                       |
|  | Alstroemerieae (Alstroemeriaceae s.s) |
|  |                                       |

| Alstroemeriaceae s.l. | \| \| Luzuriageae (Luzuriagaceae) \| \| \| \| \| \| Alstroemerieae (Alstroemeriaceae s.s) \| \| \| \| |
|                       | \| \| Luzuriageae (Luzuriagaceae) \| \| \| \| \| \| Alstroemerieae (Alstroemeriaceae s.s) \| \| \| \| |
|                       | Luzuriageae (Luzuriagaceae)                                                                           |
|                       | |
|                       | Alstroemerieae (Alstroemeriaceae s.s)                                                                 |
|                       | |

|  | Luzuriageae (Luzuriagaceae)           |
|  |                                       |
|  | Alstroemerieae (Alstroemeriaceae s.s) |
|  |                                       |

| Alstroemeriaceae s.l. | \| \| Luzuriageae (Luzuriagaceae) \| \| \| \| \| \| Alstroemerieae (Alstroemeriaceae s.s) \| \| \| \| |
|                       | \| \| Luzuriageae (Luzuriagaceae) \| \| \| \| \| \| Alstroemerieae (Alstroemeriaceae s.s) \| \| \| \| |
|                       | Luzuriageae (Luzuriagaceae)                                                                           |
|                       | |
|                       | Alstroemerieae (Alstroemeriaceae s.s)                                                                 |
|                       | |

|  | Luzuriageae (Luzuriagaceae)           |
|  |                                       |
|  | Alstroemerieae (Alstroemeriaceae s.s) |
|  |                                       |

| Alstroemeriaceae s.l. | \| \| Luzuriageae (Luzuriagaceae) \| \| \| \| \| \| Alstroemerieae (Alstroemeriaceae s.s) \| \| \| \| |
|                       | \| \| Luzuriageae (Luzuriagaceae) \| \| \| \| \| \| Alstroemerieae (Alstroemeriaceae s.s) \| \| \| \| |
|                       | Luzuriageae (Luzuriagaceae)                                                                           |
|                       | |
|                       | Alstroemerieae (Alstroemeriaceae s.s)                                                                 |
|                       | |

|  | Luzuriageae (Luzuriagaceae)           |
|  |                                       |
|  | Alstroemerieae (Alstroemeriaceae s.s) |
|  |                                       |

|  | Rhipogonaceae |
|  |               |
|  | Philesiaceae  |
|  |               |

|  | Smilacaceae |
|  |             |
|  | Liliaceae   |
|  |             |

|  | Rhipogonaceae |
|  |               |
|  | Philesiaceae  |
|  |               |

|  | Smilacaceae |
|  |             |
|  | Liliaceae   |
|  |             |

| Alstroemeriaceae s.l. | \| \| Luzuriageae (Luzuriagaceae) \| \| \| \| \| \| Alstroemerieae (Alstroemeriaceae s.s) \| \| \| \| |
|                       | \| \| Luzuriageae (Luzuriagaceae) \| \| \| \| \| \| Alstroemerieae (Alstroemeriaceae s.s) \| \| \| \| |
|                       | Luzuriageae (Luzuriagaceae)                                                                           |
|                       | |
|                       | Alstroemerieae (Alstroemeriaceae s.s)                                                                 |
|                       | |

|  | Luzuriageae (Luzuriagaceae)           |
|  |                                       |
|  | Alstroemerieae (Alstroemeriaceae s.s) |
|  |                                       |

| Alstroemeriaceae s.l. | \| \| Luzuriageae (Luzuriagaceae) \| \| \| \| \| \| Alstroemerieae (Alstroemeriaceae s.s) \| \| \| \| |
|                       | \| \| Luzuriageae (Luzuriagaceae) \| \| \| \| \| \| Alstroemerieae (Alstroemeriaceae s.s) \| \| \| \| |
|                       | Luzuriageae (Luzuriagaceae)                                                                           |
|                       | |
|                       | Alstroemerieae (Alstroemeriaceae s.s)                                                                 |
|                       | |

|  | Luzuriageae (Luzuriagaceae)           |
|  |                                       |
|  | Alstroemerieae (Alstroemeriaceae s.s) |
|  |                                       |

| Alstroemeriaceae s.l. | \| \| Luzuriageae (Luzuriagaceae) \| \| \| \| \| \| Alstroemerieae (Alstroemeriaceae s.s) \| \| \| \| |
|                       | \| \| Luzuriageae (Luzuriagaceae) \| \| \| \| \| \| Alstroemerieae (Alstroemeriaceae s.s) \| \| \| \| |
|                       | Luzuriageae (Luzuriagaceae)                                                                           |
|                       | |
|                       | Alstroemerieae (Alstroemeriaceae s.s)                                                                 |
|                       | |

|  | Luzuriageae (Luzuriagaceae)           |
|  |                                       |
|  | Alstroemerieae (Alstroemeriaceae s.s) |
|  |                                       |

| Alstroemeriaceae s.l. | \| \| Luzuriageae (Luzuriagaceae) \| \| \| \| \| \| Alstroemerieae (Alstroemeriaceae s.s) \| \| \| \| |
|                       | \| \| Luzuriageae (Luzuriagaceae) \| \| \| \| \| \| Alstroemerieae (Alstroemeriaceae s.s) \| \| \| \| |
|                       | Luzuriageae (Luzuriagaceae)                                                                           |
|                       | |
|                       | Alstroemerieae (Alstroemeriaceae s.s)                                                                 |
|                       | |

|  | Luzuriageae (Luzuriagaceae)           |
|  |                                       |
|  | Alstroemerieae (Alstroemeriaceae s.s) |
|  |                                       |

|  | Rhipogonaceae |
|  |               |
|  | Philesiaceae  |
|  |               |

|  | Smilacaceae |
|  |             |
|  | Liliaceae   |
|  |             |

|  | Rhipogonaceae |
|  |               |
|  | Philesiaceae  |
|  |               |

|  | Smilacaceae |
|  |             |
|  | Liliaceae   |
|  |             |

| Alstroemeriaceae s.l. | \| \| Luzuriageae (Luzuriagaceae) \| \| \| \| \| \| Alstroemerieae (Alstroemeriaceae s.s) \| \| \| \| |
|                       | \| \| Luzuriageae (Luzuriagaceae) \| \| \| \| \| \| Alstroemerieae (Alstroemeriaceae s.s) \| \| \| \| |
|                       | Luzuriageae (Luzuriagaceae)                                                                           |
|                       | |
|                       | Alstroemerieae (Alstroemeriaceae s.s)                                                                 |
|                       | |

|  | Luzuriageae (Luzuriagaceae)           |
|  |                                       |
|  | Alstroemerieae (Alstroemeriaceae s.s) |
|  |                                       |

| Alstroemeriaceae s.l. | \| \| Luzuriageae (Luzuriagaceae) \| \| \| \| \| \| Alstroemerieae (Alstroemeriaceae s.s) \| \| \| \| |
|                       | \| \| Luzuriageae (Luzuriagaceae) \| \| \| \| \| \| Alstroemerieae (Alstroemeriaceae s.s) \| \| \| \| |
|                       | Luzuriageae (Luzuriagaceae)                                                                           |
|                       | |
|                       | Alstroemerieae (Alstroemeriaceae s.s)                                                                 |
|                       | |

|  | Luzuriageae (Luzuriagaceae)           |
|  |                                       |
|  | Alstroemerieae (Alstroemeriaceae s.s) |
|  |                                       |

| Alstroemeriaceae s.l. | \| \| Luzuriageae (Luzuriagaceae) \| \| \| \| \| \| Alstroemerieae (Alstroemeriaceae s.s) \| \| \| \| |
|                       | \| \| Luzuriageae (Luzuriagaceae) \| \| \| \| \| \| Alstroemerieae (Alstroemeriaceae s.s) \| \| \| \| |
|                       | Luzuriageae (Luzuriagaceae)                                                                           |
|                       | |
|                       | Alstroemerieae (Alstroemeriaceae s.s)                                                                 |
|                       | |

|  | Luzuriageae (Luzuriagaceae)           |
|  |                                       |
|  | Alstroemerieae (Alstroemeriaceae s.s) |
|  |                                       |

| Alstroemeriaceae s.l. | \| \| Luzuriageae (Luzuriagaceae) \| \| \| \| \| \| Alstroemerieae (Alstroemeriaceae s.s) \| \| \| \| |
|                       | \| \| Luzuriageae (Luzuriagaceae) \| \| \| \| \| \| Alstroemerieae (Alstroemeriaceae s.s) \| \| \| \| |
|                       | Luzuriageae (Luzuriagaceae)                                                                           |
|                       | |
|                       | Alstroemerieae (Alstroemeriaceae s.s)                                                                 |
|                       | |

|  | Luzuriageae (Luzuriagaceae)           |
|  |                                       |
|  | Alstroemerieae (Alstroemeriaceae s.s) |
|  |                                       |

|  | Rhipogonaceae |
|  |               |
|  | Philesiaceae  |
|  |               |

|  | Smilacaceae |
|  |             |
|  | Liliaceae   |
|  |             |

|  | Rhipogonaceae |
|  |               |
|  | Philesiaceae  |
|  |               |

|  | Smilacaceae |
|  |             |
|  | Liliaceae   |
|  |             |

| Alstroemeriaceae s.l. | \| \| Luzuriageae (Luzuriagaceae) \| \| \| \| \| \| Alstroemerieae (Alstroemeriaceae s.s) \| \| \| \| |
|                       | \| \| Luzuriageae (Luzuriagaceae) \| \| \| \| \| \| Alstroemerieae (Alstroemeriaceae s.s) \| \| \| \| |
|                       | Luzuriageae (Luzuriagaceae)                                                                           |
|                       | |
|                       | Alstroemerieae (Alstroemeriaceae s.s)                                                                 |
|                       | |

|  | Luzuriageae (Luzuriagaceae)           |
|  |                                       |
|  | Alstroemerieae (Alstroemeriaceae s.s) |
|  |                                       |

| Alstroemeriaceae s.l. | \| \| Luzuriageae (Luzuriagaceae) \| \| \| \| \| \| Alstroemerieae (Alstroemeriaceae s.s) \| \| \| \| |
|                       | \| \| Luzuriageae (Luzuriagaceae) \| \| \| \| \| \| Alstroemerieae (Alstroemeriaceae s.s) \| \| \| \| |
|                       | Luzuriageae (Luzuriagaceae)                                                                           |
|                       | |
|                       | Alstroemerieae (Alstroemeriaceae s.s)                                                                 |
|                       | |

|  | Luzuriageae (Luzuriagaceae)           |
|  |                                       |
|  | Alstroemerieae (Alstroemeriaceae s.s) |
|  |                                       |

| Alstroemeriaceae s.l. | \| \| Luzuriageae (Luzuriagaceae) \| \| \| \| \| \| Alstroemerieae (Alstroemeriaceae s.s) \| \| \| \| |
|                       | \| \| Luzuriageae (Luzuriagaceae) \| \| \| \| \| \| Alstroemerieae (Alstroemeriaceae s.s) \| \| \| \| |
|                       | Luzuriageae (Luzuriagaceae)                                                                           |
|                       | |
|                       | Alstroemerieae (Alstroemeriaceae s.s)                                                                 |
|                       | |

|  | Luzuriageae (Luzuriagaceae)           |
|  |                                       |
|  | Alstroemerieae (Alstroemeriaceae s.s) |
|  |                                       |

| Alstroemeriaceae s.l. | \| \| Luzuriageae (Luzuriagaceae) \| \| \| \| \| \| Alstroemerieae (Alstroemeriaceae s.s) \| \| \| \| |
|                       | \| \| Luzuriageae (Luzuriagaceae) \| \| \| \| \| \| Alstroemerieae (Alstroemeriaceae s.s) \| \| \| \| |
|                       | Luzuriageae (Luzuriagaceae)                                                                           |
|                       | |
|                       | Alstroemerieae (Alstroemeriaceae s.s)                                                                 |
|                       | |

|  | Luzuriageae (Luzuriagaceae)           |
|  |                                       |
|  | Alstroemerieae (Alstroemeriaceae s.s) |
|  |                                       |

|  | Rhipogonaceae |
|  |               |
|  | Philesiaceae  |
|  |               |

|  | Smilacaceae |
|  |             |
|  | Liliaceae   |
|  |             |

|  | Rhipogonaceae |
|  |               |
|  | Philesiaceae  |
|  |               |

|  | Smilacaceae |
|  |             |
|  | Liliaceae   |
|  |             |

| Alstroemeriaceae s.l. | \| \| Luzuriageae (Luzuriagaceae) \| \| \| \| \| \| Alstroemerieae (Alstroemeriaceae s.s) \| \| \| \| |
|                       | \| \| Luzuriageae (Luzuriagaceae) \| \| \| \| \| \| Alstroemerieae (Alstroemeriaceae s.s) \| \| \| \| |
|                       | Luzuriageae (Luzuriagaceae)                                                                           |
|                       | |
|                       | Alstroemerieae (Alstroemeriaceae s.s)                                                                 |
|                       | |

|  | Luzuriageae (Luzuriagaceae)           |
|  |                                       |
|  | Alstroemerieae (Alstroemeriaceae s.s) |
|  |                                       |

| Alstroemeriaceae s.l. | \| \| Luzuriageae (Luzuriagaceae) \| \| \| \| \| \| Alstroemerieae (Alstroemeriaceae s.s) \| \| \| \| |
|                       | \| \| Luzuriageae (Luzuriagaceae) \| \| \| \| \| \| Alstroemerieae (Alstroemeriaceae s.s) \| \| \| \| |
|                       | Luzuriageae (Luzuriagaceae)                                                                           |
|                       | |
|                       | Alstroemerieae (Alstroemeriaceae s.s)                                                                 |
|                       | |

|  | Luzuriageae (Luzuriagaceae)           |
|  |                                       |
|  | Alstroemerieae (Alstroemeriaceae s.s) |
|  |                                       |

| Alstroemeriaceae s.l. | \| \| Luzuriageae (Luzuriagaceae) \| \| \| \| \| \| Alstroemerieae (Alstroemeriaceae s.s) \| \| \| \| |
|                       | \| \| Luzuriageae (Luzuriagaceae) \| \| \| \| \| \| Alstroemerieae (Alstroemeriaceae s.s) \| \| \| \| |
|                       | Luzuriageae (Luzuriagaceae)                                                                           |
|                       | |
|                       | Alstroemerieae (Alstroemeriaceae s.s)                                                                 |
|                       | |

|  | Luzuriageae (Luzuriagaceae)           |
|  |                                       |
|  | Alstroemerieae (Alstroemeriaceae s.s) |
|  |                                       |

| Alstroemeriaceae s.l. | \| \| Luzuriageae (Luzuriagaceae) \| \| \| \| \| \| Alstroemerieae (Alstroemeriaceae s.s) \| \| \| \| |
|                       | \| \| Luzuriageae (Luzuriagaceae) \| \| \| \| \| \| Alstroemerieae (Alstroemeriaceae s.s) \| \| \| \| |
|                       | Luzuriageae (Luzuriagaceae)                                                                           |
|                       | |
|                       | Alstroemerieae (Alstroemeriaceae s.s)                                                                 |
|                       | |

|  | Luzuriageae (Luzuriagaceae)           |
|  |                                       |
|  | Alstroemerieae (Alstroemeriaceae s.s) |
|  |                                       |

|  | Rhipogonaceae |
|  |               |
|  | Philesiaceae  |
|  |               |

|  | Smilacaceae |
|  |             |
|  | Liliaceae   |
|  |             |

|  | Rhipogonaceae |
|  |               |
|  | Philesiaceae  |
|  |               |

|  | Smilacaceae |
|  |             |
|  | Liliaceae   |
|  |             |

| Alstroemeriaceae s.l. | \| \| Luzuriageae (Luzuriagaceae) \| \| \| \| \| \| Alstroemerieae (Alstroemeriaceae s.s) \| \| \| \| |
|                       | \| \| Luzuriageae (Luzuriagaceae) \| \| \| \| \| \| Alstroemerieae (Alstroemeriaceae s.s) \| \| \| \| |
|                       | Luzuriageae (Luzuriagaceae)                                                                           |
|                       | |
|                       | Alstroemerieae (Alstroemeriaceae s.s)                                                                 |
|                       | |

|  | Luzuriageae (Luzuriagaceae)           |
|  |                                       |
|  | Alstroemerieae (Alstroemeriaceae s.s) |
|  |                                       |

| Alstroemeriaceae s.l. | \| \| Luzuriageae (Luzuriagaceae) \| \| \| \| \| \| Alstroemerieae (Alstroemeriaceae s.s) \| \| \| \| |
|                       | \| \| Luzuriageae (Luzuriagaceae) \| \| \| \| \| \| Alstroemerieae (Alstroemeriaceae s.s) \| \| \| \| |
|                       | Luzuriageae (Luzuriagaceae)                                                                           |
|                       | |
|                       | Alstroemerieae (Alstroemeriaceae s.s)                                                                 |
|                       | |

|  | Luzuriageae (Luzuriagaceae)           |
|  |                                       |
|  | Alstroemerieae (Alstroemeriaceae s.s) |
|  |                                       |

| Alstroemeriaceae s.l. | \| \| Luzuriageae (Luzuriagaceae) \| \| \| \| \| \| Alstroemerieae (Alstroemeriaceae s.s) \| \| \| \| |
|                       | \| \| Luzuriageae (Luzuriagaceae) \| \| \| \| \| \| Alstroemerieae (Alstroemeriaceae s.s) \| \| \| \| |
|                       | Luzuriageae (Luzuriagaceae)                                                                           |
|                       | |
|                       | Alstroemerieae (Alstroemeriaceae s.s)                                                                 |
|                       | |

|  | Luzuriageae (Luzuriagaceae)           |
|  |                                       |
|  | Alstroemerieae (Alstroemeriaceae s.s) |
|  |                                       |

| Alstroemeriaceae s.l. | \| \| Luzuriageae (Luzuriagaceae) \| \| \| \| \| \| Alstroemerieae (Alstroemeriaceae s.s) \| \| \| \| |
|                       | \| \| Luzuriageae (Luzuriagaceae) \| \| \| \| \| \| Alstroemerieae (Alstroemeriaceae s.s) \| \| \| \| |
|                       | Luzuriageae (Luzuriagaceae)                                                                           |
|                       | |
|                       | Alstroemerieae (Alstroemeriaceae s.s)                                                                 |
|                       | |

|  | Luzuriageae (Luzuriagaceae)           |
|  |                                       |
|  | Alstroemerieae (Alstroemeriaceae s.s) |
|  |                                       |

|  | Rhipogonaceae |
|  |               |
|  | Philesiaceae  |
|  |               |

|  | Smilacaceae |
|  |             |
|  | Liliaceae   |
|  |             |

|  | Rhipogonaceae |
|  |               |
|  | Philesiaceae  |
|  |               |

|  | Smilacaceae |
|  |             |
|  | Liliaceae   |
|  |             |

| Alstroemeriaceae s.l. | \| \| Luzuriageae (Luzuriagaceae) \| \| \| \| \| \| Alstroemerieae (Alstroemeriaceae s.s) \| \| \| \| |
|                       | \| \| Luzuriageae (Luzuriagaceae) \| \| \| \| \| \| Alstroemerieae (Alstroemeriaceae s.s) \| \| \| \| |
|                       | Luzuriageae (Luzuriagaceae)                                                                           |
|                       | |
|                       | Alstroemerieae (Alstroemeriaceae s.s)                                                                 |
|                       | |

|  | Luzuriageae (Luzuriagaceae)           |
|  |                                       |
|  | Alstroemerieae (Alstroemeriaceae s.s) |
|  |                                       |

| Alstroemeriaceae s.l. | \| \| Luzuriageae (Luzuriagaceae) \| \| \| \| \| \| Alstroemerieae (Alstroemeriaceae s.s) \| \| \| \| |
|                       | \| \| Luzuriageae (Luzuriagaceae) \| \| \| \| \| \| Alstroemerieae (Alstroemeriaceae s.s) \| \| \| \| |
|                       | Luzuriageae (Luzuriagaceae)                                                                           |
|                       | |
|                       | Alstroemerieae (Alstroemeriaceae s.s)                                                                 |
|                       | |

|  | Luzuriageae (Luzuriagaceae)           |
|  |                                       |
|  | Alstroemerieae (Alstroemeriaceae s.s) |
|  |                                       |

| Alstroemeriaceae s.l. | \| \| Luzuriageae (Luzuriagaceae) \| \| \| \| \| \| Alstroemerieae (Alstroemeriaceae s.s) \| \| \| \| |
|                       | \| \| Luzuriageae (Luzuriagaceae) \| \| \| \| \| \| Alstroemerieae (Alstroemeriaceae s.s) \| \| \| \| |
|                       | Luzuriageae (Luzuriagaceae)                                                                           |
|                       | |
|                       | Alstroemerieae (Alstroemeriaceae s.s)                                                                 |
|                       | |

|  | Luzuriageae (Luzuriagaceae)           |
|  |                                       |
|  | Alstroemerieae (Alstroemeriaceae s.s) |
|  |                                       |

| Alstroemeriaceae s.l. | \| \| Luzuriageae (Luzuriagaceae) \| \| \| \| \| \| Alstroemerieae (Alstroemeriaceae s.s) \| \| \| \| |
|                       | \| \| Luzuriageae (Luzuriagaceae) \| \| \| \| \| \| Alstroemerieae (Alstroemeriaceae s.s) \| \| \| \| |
|                       | Luzuriageae (Luzuriagaceae)                                                                           |
|                       | |
|                       | Alstroemerieae (Alstroemeriaceae s.s)                                                                 |
|                       | |

|  | Luzuriageae (Luzuriagaceae)           |
|  |                                       |
|  | Alstroemerieae (Alstroemeriaceae s.s) |
|  |                                       |

|  | Rhipogonaceae |
|  |               |
|  | Philesiaceae  |
|  |               |

|  | Smilacaceae |
|  |             |
|  | Liliaceae   |
|  |             |

|  | Rhipogonaceae |
|  |               |
|  | Philesiaceae  |
|  |               |

|  | Smilacaceae |
|  |             |
|  | Liliaceae   |
|  |             |

| Alstroemeriaceae s.l. | \| \| Luzuriageae (Luzuriagaceae) \| \| \| \| \| \| Alstroemerieae (Alstroemeriaceae s.s) \| \| \| \| |
|                       | \| \| Luzuriageae (Luzuriagaceae) \| \| \| \| \| \| Alstroemerieae (Alstroemeriaceae s.s) \| \| \| \| |
|                       | Luzuriageae (Luzuriagaceae)                                                                           |
|                       | |
|                       | Alstroemerieae (Alstroemeriaceae s.s)                                                                 |
|                       | |

|  | Luzuriageae (Luzuriagaceae)           |
|  |                                       |
|  | Alstroemerieae (Alstroemeriaceae s.s) |
|  |                                       |

| Alstroemeriaceae s.l. | \| \| Luzuriageae (Luzuriagaceae) \| \| \| \| \| \| Alstroemerieae (Alstroemeriaceae s.s) \| \| \| \| |
|                       | \| \| Luzuriageae (Luzuriagaceae) \| \| \| \| \| \| Alstroemerieae (Alstroemeriaceae s.s) \| \| \| \| |
|                       | Luzuriageae (Luzuriagaceae)                                                                           |
|                       | |
|                       | Alstroemerieae (Alstroemeriaceae s.s)                                                                 |
|                       | |

|  | Luzuriageae (Luzuriagaceae)           |
|  |                                       |
|  | Alstroemerieae (Alstroemeriaceae s.s) |
|  |                                       |

| Alstroemeriaceae s.l. | \| \| Luzuriageae (Luzuriagaceae) \| \| \| \| \| \| Alstroemerieae (Alstroemeriaceae s.s) \| \| \| \| |
|                       | \| \| Luzuriageae (Luzuriagaceae) \| \| \| \| \| \| Alstroemerieae (Alstroemeriaceae s.s) \| \| \| \| |
|                       | Luzuriageae (Luzuriagaceae)                                                                           |
|                       | |
|                       | Alstroemerieae (Alstroemeriaceae s.s)                                                                 |
|                       | |

|  | Luzuriageae (Luzuriagaceae)           |
|  |                                       |
|  | Alstroemerieae (Alstroemeriaceae s.s) |
|  |                                       |

| Alstroemeriaceae s.l. | \| \| Luzuriageae (Luzuriagaceae) \| \| \| \| \| \| Alstroemerieae (Alstroemeriaceae s.s) \| \| \| \| |
|                       | \| \| Luzuriageae (Luzuriagaceae) \| \| \| \| \| \| Alstroemerieae (Alstroemeriaceae s.s) \| \| \| \| |
|                       | Luzuriageae (Luzuriagaceae)                                                                           |
|                       | |
|                       | Alstroemerieae (Alstroemeriaceae s.s)                                                                 |
|                       | |

|  | Luzuriageae (Luzuriagaceae)           |
|  |                                       |
|  | Alstroemerieae (Alstroemeriaceae s.s) |
|  |                                       |

|  | Rhipogonaceae |
|  |               |
|  | Philesiaceae  |
|  |               |

|  | Smilacaceae |
|  |             |
|  | Liliaceae   |
|  |             |

|  | Rhipogonaceae |
|  |               |
|  | Philesiaceae  |
|  |               |

|  | Smilacaceae |
|  |             |
|  | Liliaceae   |
|  |             |

| Alstroemeriaceae s.l. | \| \| Luzuriageae (Luzuriagaceae) \| \| \| \| \| \| Alstroemerieae (Alstroemeriaceae s.s) \| \| \| \| |
|                       | \| \| Luzuriageae (Luzuriagaceae) \| \| \| \| \| \| Alstroemerieae (Alstroemeriaceae s.s) \| \| \| \| |
|                       | Luzuriageae (Luzuriagaceae)                                                                           |
|                       | |
|                       | Alstroemerieae (Alstroemeriaceae s.s)                                                                 |
|                       | |

|  | Luzuriageae (Luzuriagaceae)           |
|  |                                       |
|  | Alstroemerieae (Alstroemeriaceae s.s) |
|  |                                       |

| Alstroemeriaceae s.l. | \| \| Luzuriageae (Luzuriagaceae) \| \| \| \| \| \| Alstroemerieae (Alstroemeriaceae s.s) \| \| \| \| |
|                       | \| \| Luzuriageae (Luzuriagaceae) \| \| \| \| \| \| Alstroemerieae (Alstroemeriaceae s.s) \| \| \| \| |
|                       | Luzuriageae (Luzuriagaceae)                                                                           |
|                       | |
|                       | Alstroemerieae (Alstroemeriaceae s.s)                                                                 |
|                       | |

|  | Luzuriageae (Luzuriagaceae)           |
|  |                                       |
|  | Alstroemerieae (Alstroemeriaceae s.s) |
|  |                                       |

| Alstroemeriaceae s.l. | \| \| Luzuriageae (Luzuriagaceae) \| \| \| \| \| \| Alstroemerieae (Alstroemeriaceae s.s) \| \| \| \| |
|                       | \| \| Luzuriageae (Luzuriagaceae) \| \| \| \| \| \| Alstroemerieae (Alstroemeriaceae s.s) \| \| \| \| |
|                       | Luzuriageae (Luzuriagaceae)                                                                           |
|                       | |
|                       | Alstroemerieae (Alstroemeriaceae s.s)                                                                 |
|                       | |

|  | Luzuriageae (Luzuriagaceae)           |
|  |                                       |
|  | Alstroemerieae (Alstroemeriaceae s.s) |
|  |                                       |

| Alstroemeriaceae s.l. | \| \| Luzuriageae (Luzuriagaceae) \| \| \| \| \| \| Alstroemerieae (Alstroemeriaceae s.s) \| \| \| \| |
|                       | \| \| Luzuriageae (Luzuriagaceae) \| \| \| \| \| \| Alstroemerieae (Alstroemeriaceae s.s) \| \| \| \| |
|                       | Luzuriageae (Luzuriagaceae)                                                                           |
|                       | |
|                       | Alstroemerieae (Alstroemeriaceae s.s)                                                                 |
|                       | |

|  | Luzuriageae (Luzuriagaceae)           |
|  |                                       |
|  | Alstroemerieae (Alstroemeriaceae s.s) |
|  |                                       |

|  | Rhipogonaceae |
|  |               |
|  | Philesiaceae  |
|  |               |

|  | Smilacaceae |
|  |             |
|  | Liliaceae   |
|  |             |

|  | Rhipogonaceae |
|  |               |
|  | Philesiaceae  |
|  |               |

|  | Smilacaceae |
|  |             |
|  | Liliaceae   |
|  |             |

| Alstroemeriaceae s.l. | \| \| Luzuriageae (Luzuriagaceae) \| \| \| \| \| \| Alstroemerieae (Alstroemeriaceae s.s) \| \| \| \| |
|                       | \| \| Luzuriageae (Luzuriagaceae) \| \| \| \| \| \| Alstroemerieae (Alstroemeriaceae s.s) \| \| \| \| |
|                       | Luzuriageae (Luzuriagaceae)                                                                           |
|                       | |
|                       | Alstroemerieae (Alstroemeriaceae s.s)                                                                 |
|                       | |

|  | Luzuriageae (Luzuriagaceae)           |
|  |                                       |
|  | Alstroemerieae (Alstroemeriaceae s.s) |
|  |                                       |

| Alstroemeriaceae s.l. | \| \| Luzuriageae (Luzuriagaceae) \| \| \| \| \| \| Alstroemerieae (Alstroemeriaceae s.s) \| \| \| \| |
|                       | \| \| Luzuriageae (Luzuriagaceae) \| \| \| \| \| \| Alstroemerieae (Alstroemeriaceae s.s) \| \| \| \| |
|                       | Luzuriageae (Luzuriagaceae)                                                                           |
|                       | |
|                       | Alstroemerieae (Alstroemeriaceae s.s)                                                                 |
|                       | |

|  | Luzuriageae (Luzuriagaceae)           |
|  |                                       |
|  | Alstroemerieae (Alstroemeriaceae s.s) |
|  |                                       |

| Alstroemeriaceae s.l. | \| \| Luzuriageae (Luzuriagaceae) \| \| \| \| \| \| Alstroemerieae (Alstroemeriaceae s.s) \| \| \| \| |
|                       | \| \| Luzuriageae (Luzuriagaceae) \| \| \| \| \| \| Alstroemerieae (Alstroemeriaceae s.s) \| \| \| \| |
|                       | Luzuriageae (Luzuriagaceae)                                                                           |
|                       | |
|                       | Alstroemerieae (Alstroemeriaceae s.s)                                                                 |
|                       | |

|  | Luzuriageae (Luzuriagaceae)           |
|  |                                       |
|  | Alstroemerieae (Alstroemeriaceae s.s) |
|  |                                       |

| Alstroemeriaceae s.l. | \| \| Luzuriageae (Luzuriagaceae) \| \| \| \| \| \| Alstroemerieae (Alstroemeriaceae s.s) \| \| \| \| |
|                       | \| \| Luzuriageae (Luzuriagaceae) \| \| \| \| \| \| Alstroemerieae (Alstroemeriaceae s.s) \| \| \| \| |
|                       | Luzuriageae (Luzuriagaceae)                                                                           |
|                       | |
|                       | Alstroemerieae (Alstroemeriaceae s.s)                                                                 |
|                       | |

|  | Luzuriageae (Luzuriagaceae)           |
|  |                                       |
|  | Alstroemerieae (Alstroemeriaceae s.s) |
|  |                                       |

|  | Rhipogonaceae |
|  |               |
|  | Philesiaceae  |
|  |               |

|  | Smilacaceae |
|  |             |
|  | Liliaceae   |
|  |             |

|  | Rhipogonaceae |
|  |               |
|  | Philesiaceae  |
|  |               |

|  | Smilacaceae |
|  |             |
|  | Liliaceae   |
|  |             |

| Alstroemeriaceae s.l. | \| \| Luzuriageae (Luzuriagaceae) \| \| \| \| \| \| Alstroemerieae (Alstroemeriaceae s.s) \| \| \| \| |
|                       | \| \| Luzuriageae (Luzuriagaceae) \| \| \| \| \| \| Alstroemerieae (Alstroemeriaceae s.s) \| \| \| \| |
|                       | Luzuriageae (Luzuriagaceae)                                                                           |
|                       | |
|                       | Alstroemerieae (Alstroemeriaceae s.s)                                                                 |
|                       | |

|  | Luzuriageae (Luzuriagaceae)           |
|  |                                       |
|  | Alstroemerieae (Alstroemeriaceae s.s) |
|  |                                       |

| Alstroemeriaceae s.l. | \| \| Luzuriageae (Luzuriagaceae) \| \| \| \| \| \| Alstroemerieae (Alstroemeriaceae s.s) \| \| \| \| |
|                       | \| \| Luzuriageae (Luzuriagaceae) \| \| \| \| \| \| Alstroemerieae (Alstroemeriaceae s.s) \| \| \| \| |
|                       | Luzuriageae (Luzuriagaceae)                                                                           |
|                       | |
|                       | Alstroemerieae (Alstroemeriaceae s.s)                                                                 |
|                       | |

|  | Luzuriageae (Luzuriagaceae)           |
|  |                                       |
|  | Alstroemerieae (Alstroemeriaceae s.s) |
|  |                                       |

| Alstroemeriaceae s.l. | \| \| Luzuriageae (Luzuriagaceae) \| \| \| \| \| \| Alstroemerieae (Alstroemeriaceae s.s) \| \| \| \| |
|                       | \| \| Luzuriageae (Luzuriagaceae) \| \| \| \| \| \| Alstroemerieae (Alstroemeriaceae s.s) \| \| \| \| |
|                       | Luzuriageae (Luzuriagaceae)                                                                           |
|                       | |
|                       | Alstroemerieae (Alstroemeriaceae s.s)                                                                 |
|                       | |

|  | Luzuriageae (Luzuriagaceae)           |
|  |                                       |
|  | Alstroemerieae (Alstroemeriaceae s.s) |
|  |                                       |

| Alstroemeriaceae s.l. | \| \| Luzuriageae (Luzuriagaceae) \| \| \| \| \| \| Alstroemerieae (Alstroemeriaceae s.s) \| \| \| \| |
|                       | \| \| Luzuriageae (Luzuriagaceae) \| \| \| \| \| \| Alstroemerieae (Alstroemeriaceae s.s) \| \| \| \| |
|                       | Luzuriageae (Luzuriagaceae)                                                                           |
|                       | |
|                       | Alstroemerieae (Alstroemeriaceae s.s)                                                                 |
|                       | |

|  | Luzuriageae (Luzuriagaceae)           |
|  |                                       |
|  | Alstroemerieae (Alstroemeriaceae s.s) |
|  |                                       |

|  | Rhipogonaceae |
|  |               |
|  | Philesiaceae  |
|  |               |

|  | Smilacaceae |
|  |             |
|  | Liliaceae   |
|  |             |

|  | Rhipogonaceae |
|  |               |
|  | Philesiaceae  |
|  |               |

|  | Smilacaceae |
|  |             |
|  | Liliaceae   |
|  |             |

| Alstroemeriaceae s.l. | \| \| Luzuriageae (Luzuriagaceae) \| \| \| \| \| \| Alstroemerieae (Alstroemeriaceae s.s) \| \| \| \| |
|                       | \| \| Luzuriageae (Luzuriagaceae) \| \| \| \| \| \| Alstroemerieae (Alstroemeriaceae s.s) \| \| \| \| |
|                       | Luzuriageae (Luzuriagaceae)                                                                           |
|                       | |
|                       | Alstroemerieae (Alstroemeriaceae s.s)                                                                 |
|                       | |

|  | Luzuriageae (Luzuriagaceae)           |
|  |                                       |
|  | Alstroemerieae (Alstroemeriaceae s.s) |
|  |                                       |

| Alstroemeriaceae s.l. | \| \| Luzuriageae (Luzuriagaceae) \| \| \| \| \| \| Alstroemerieae (Alstroemeriaceae s.s) \| \| \| \| |
|                       | \| \| Luzuriageae (Luzuriagaceae) \| \| \| \| \| \| Alstroemerieae (Alstroemeriaceae s.s) \| \| \| \| |
|                       | Luzuriageae (Luzuriagaceae)                                                                           |
|                       | |
|                       | Alstroemerieae (Alstroemeriaceae s.s)                                                                 |
|                       | |

|  | Luzuriageae (Luzuriagaceae)           |
|  |                                       |
|  | Alstroemerieae (Alstroemeriaceae s.s) |
|  |                                       |

| Alstroemeriaceae s.l. | \| \| Luzuriageae (Luzuriagaceae) \| \| \| \| \| \| Alstroemerieae (Alstroemeriaceae s.s) \| \| \| \| |
|                       | \| \| Luzuriageae (Luzuriagaceae) \| \| \| \| \| \| Alstroemerieae (Alstroemeriaceae s.s) \| \| \| \| |
|                       | Luzuriageae (Luzuriagaceae)                                                                           |
|                       | |
|                       | Alstroemerieae (Alstroemeriaceae s.s)                                                                 |
|                       | |

|  | Luzuriageae (Luzuriagaceae)           |
|  |                                       |
|  | Alstroemerieae (Alstroemeriaceae s.s) |
|  |                                       |

| Alstroemeriaceae s.l. | \| \| Luzuriageae (Luzuriagaceae) \| \| \| \| \| \| Alstroemerieae (Alstroemeriaceae s.s) \| \| \| \| |
|                       | \| \| Luzuriageae (Luzuriagaceae) \| \| \| \| \| \| Alstroemerieae (Alstroemeriaceae s.s) \| \| \| \| |
|                       | Luzuriageae (Luzuriagaceae)                                                                           |
|                       | |
|                       | Alstroemerieae (Alstroemeriaceae s.s)                                                                 |
|                       | |

|  | Luzuriageae (Luzuriagaceae)           |
|  |                                       |
|  | Alstroemerieae (Alstroemeriaceae s.s) |
|  |                                       |

|  | Rhipogonaceae |
|  |               |
|  | Philesiaceae  |
|  |               |

|  | Smilacaceae |
|  |             |
|  | Liliaceae   |
|  |             |

|  | Rhipogonaceae |
|  |               |
|  | Philesiaceae  |
|  |               |

|  | Smilacaceae |
|  |             |
|  | Liliaceae   |
|  |             |

| Alstroemeriaceae s.l. | \| \| Luzuriageae (Luzuriagaceae) \| \| \| \| \| \| Alstroemerieae (Alstroemeriaceae s.s) \| \| \| \| |
|                       | \| \| Luzuriageae (Luzuriagaceae) \| \| \| \| \| \| Alstroemerieae (Alstroemeriaceae s.s) \| \| \| \| |
|                       | Luzuriageae (Luzuriagaceae)                                                                           |
|                       | |
|                       | Alstroemerieae (Alstroemeriaceae s.s)                                                                 |
|                       | |

|  | Luzuriageae (Luzuriagaceae)           |
|  |                                       |
|  | Alstroemerieae (Alstroemeriaceae s.s) |
|  |                                       |

| Alstroemeriaceae s.l. | \| \| Luzuriageae (Luzuriagaceae) \| \| \| \| \| \| Alstroemerieae (Alstroemeriaceae s.s) \| \| \| \| |
|                       | \| \| Luzuriageae (Luzuriagaceae) \| \| \| \| \| \| Alstroemerieae (Alstroemeriaceae s.s) \| \| \| \| |
|                       | Luzuriageae (Luzuriagaceae)                                                                           |
|                       | |
|                       | Alstroemerieae (Alstroemeriaceae s.s)                                                                 |
|                       | |

|  | Luzuriageae (Luzuriagaceae)           |
|  |                                       |
|  | Alstroemerieae (Alstroemeriaceae s.s) |
|  |                                       |

| Alstroemeriaceae s.l. | \| \| Luzuriageae (Luzuriagaceae) \| \| \| \| \| \| Alstroemerieae (Alstroemeriaceae s.s) \| \| \| \| |
|                       | \| \| Luzuriageae (Luzuriagaceae) \| \| \| \| \| \| Alstroemerieae (Alstroemeriaceae s.s) \| \| \| \| |
|                       | Luzuriageae (Luzuriagaceae)                                                                           |
|                       | |
|                       | Alstroemerieae (Alstroemeriaceae s.s)                                                                 |
|                       | |

|  | Luzuriageae (Luzuriagaceae)           |
|  |                                       |
|  | Alstroemerieae (Alstroemeriaceae s.s) |
|  |                                       |

| Alstroemeriaceae s.l. | \| \| Luzuriageae (Luzuriagaceae) \| \| \| \| \| \| Alstroemerieae (Alstroemeriaceae s.s) \| \| \| \| |
|                       | \| \| Luzuriageae (Luzuriagaceae) \| \| \| \| \| \| Alstroemerieae (Alstroemeriaceae s.s) \| \| \| \| |
|                       | Luzuriageae (Luzuriagaceae)                                                                           |
|                       | |
|                       | Alstroemerieae (Alstroemeriaceae s.s)                                                                 |
|                       | |

|  | Luzuriageae (Luzuriagaceae)           |
|  |                                       |
|  | Alstroemerieae (Alstroemeriaceae s.s) |
|  |                                       |

|  | Rhipogonaceae |
|  |               |
|  | Philesiaceae  |
|  |               |

|  | Smilacaceae |
|  |             |
|  | Liliaceae   |
|  |             |

|  | Rhipogonaceae |
|  |               |
|  | Philesiaceae  |
|  |               |

|  | Smilacaceae |
|  |             |
|  | Liliaceae   |
|  |             |

| Alstroemeriaceae s.l. | \| \| Luzuriageae (Luzuriagaceae) \| \| \| \| \| \| Alstroemerieae (Alstroemeriaceae s.s) \| \| \| \| |
|                       | \| \| Luzuriageae (Luzuriagaceae) \| \| \| \| \| \| Alstroemerieae (Alstroemeriaceae s.s) \| \| \| \| |
|                       | Luzuriageae (Luzuriagaceae)                                                                           |
|                       | |
|                       | Alstroemerieae (Alstroemeriaceae s.s)                                                                 |
|                       | |

|  | Luzuriageae (Luzuriagaceae)           |
|  |                                       |
|  | Alstroemerieae (Alstroemeriaceae s.s) |
|  |                                       |

| Alstroemeriaceae s.l. | \| \| Luzuriageae (Luzuriagaceae) \| \| \| \| \| \| Alstroemerieae (Alstroemeriaceae s.s) \| \| \| \| |
|                       | \| \| Luzuriageae (Luzuriagaceae) \| \| \| \| \| \| Alstroemerieae (Alstroemeriaceae s.s) \| \| \| \| |
|                       | Luzuriageae (Luzuriagaceae)                                                                           |
|                       | |
|                       | Alstroemerieae (Alstroemeriaceae s.s)                                                                 |
|                       | |

|  | Luzuriageae (Luzuriagaceae)           |
|  |                                       |
|  | Alstroemerieae (Alstroemeriaceae s.s) |
|  |                                       |

| Alstroemeriaceae s.l. | \| \| Luzuriageae (Luzuriagaceae) \| \| \| \| \| \| Alstroemerieae (Alstroemeriaceae s.s) \| \| \| \| |
|                       | \| \| Luzuriageae (Luzuriagaceae) \| \| \| \| \| \| Alstroemerieae (Alstroemeriaceae s.s) \| \| \| \| |
|                       | Luzuriageae (Luzuriagaceae)                                                                           |
|                       | |
|                       | Alstroemerieae (Alstroemeriaceae s.s)                                                                 |
|                       | |

|  | Luzuriageae (Luzuriagaceae)           |
|  |                                       |
|  | Alstroemerieae (Alstroemeriaceae s.s) |
|  |                                       |

| Alstroemeriaceae s.l. | \| \| Luzuriageae (Luzuriagaceae) \| \| \| \| \| \| Alstroemerieae (Alstroemeriaceae s.s) \| \| \| \| |
|                       | \| \| Luzuriageae (Luzuriagaceae) \| \| \| \| \| \| Alstroemerieae (Alstroemeriaceae s.s) \| \| \| \| |
|                       | Luzuriageae (Luzuriagaceae)                                                                           |
|                       | |
|                       | Alstroemerieae (Alstroemeriaceae s.s)                                                                 |
|                       | |

|  | Luzuriageae (Luzuriagaceae)           |
|  |                                       |
|  | Alstroemerieae (Alstroemeriaceae s.s) |
|  |                                       |

|  | Rhipogonaceae |
|  |               |
|  | Philesiaceae  |
|  |               |

|  | Smilacaceae |
|  |             |
|  | Liliaceae   |
|  |             |

|  | Rhipogonaceae |
|  |               |
|  | Philesiaceae  |
|  |               |

|  | Smilacaceae |
|  |             |
|  | Liliaceae   |
|  |             |

| Alstroemeriaceae s.l. | \| \| Luzuriageae (Luzuriagaceae) \| \| \| \| \| \| Alstroemerieae (Alstroemeriaceae s.s) \| \| \| \| |
|                       | \| \| Luzuriageae (Luzuriagaceae) \| \| \| \| \| \| Alstroemerieae (Alstroemeriaceae s.s) \| \| \| \| |
|                       | Luzuriageae (Luzuriagaceae)                                                                           |
|                       | |
|                       | Alstroemerieae (Alstroemeriaceae s.s)                                                                 |
|                       | |

|  | Luzuriageae (Luzuriagaceae)           |
|  |                                       |
|  | Alstroemerieae (Alstroemeriaceae s.s) |
|  |                                       |

| Alstroemeriaceae s.l. | \| \| Luzuriageae (Luzuriagaceae) \| \| \| \| \| \| Alstroemerieae (Alstroemeriaceae s.s) \| \| \| \| |
|                       | \| \| Luzuriageae (Luzuriagaceae) \| \| \| \| \| \| Alstroemerieae (Alstroemeriaceae s.s) \| \| \| \| |
|                       | Luzuriageae (Luzuriagaceae)                                                                           |
|                       | |
|                       | Alstroemerieae (Alstroemeriaceae s.s)                                                                 |
|                       | |

|  | Luzuriageae (Luzuriagaceae)           |
|  |                                       |
|  | Alstroemerieae (Alstroemeriaceae s.s) |
|  |                                       |

| Alstroemeriaceae s.l. | \| \| Luzuriageae (Luzuriagaceae) \| \| \| \| \| \| Alstroemerieae (Alstroemeriaceae s.s) \| \| \| \| |
|                       | \| \| Luzuriageae (Luzuriagaceae) \| \| \| \| \| \| Alstroemerieae (Alstroemeriaceae s.s) \| \| \| \| |
|                       | Luzuriageae (Luzuriagaceae)                                                                           |
|                       | |
|                       | Alstroemerieae (Alstroemeriaceae s.s)                                                                 |
|                       | |

|  | Luzuriageae (Luzuriagaceae)           |
|  |                                       |
|  | Alstroemerieae (Alstroemeriaceae s.s) |
|  |                                       |

| Alstroemeriaceae s.l. | \| \| Luzuriageae (Luzuriagaceae) \| \| \| \| \| \| Alstroemerieae (Alstroemeriaceae s.s) \| \| \| \| |
|                       | \| \| Luzuriageae (Luzuriagaceae) \| \| \| \| \| \| Alstroemerieae (Alstroemeriaceae s.s) \| \| \| \| |
|                       | Luzuriageae (Luzuriagaceae)                                                                           |
|                       | |
|                       | Alstroemerieae (Alstroemeriaceae s.s)                                                                 |
|                       | |

|  | Luzuriageae (Luzuriagaceae)           |
|  |                                       |
|  | Alstroemerieae (Alstroemeriaceae s.s) |
|  |                                       |

|  | Rhipogonaceae |
|  |               |
|  | Philesiaceae  |
|  |               |

|  | Smilacaceae |
|  |             |
|  | Liliaceae   |
|  |             |

|  | Rhipogonaceae |
|  |               |
|  | Philesiaceae  |
|  |               |

|  | Smilacaceae |
|  |             |
|  | Liliaceae   |
|  |             |

| Alstroemeriaceae s.l. | \| \| Luzuriageae (Luzuriagaceae) \| \| \| \| \| \| Alstroemerieae (Alstroemeriaceae s.s) \| \| \| \| |
|                       | \| \| Luzuriageae (Luzuriagaceae) \| \| \| \| \| \| Alstroemerieae (Alstroemeriaceae s.s) \| \| \| \| |
|                       | Luzuriageae (Luzuriagaceae)                                                                           |
|                       | |
|                       | Alstroemerieae (Alstroemeriaceae s.s)                                                                 |
|                       | |

|  | Luzuriageae (Luzuriagaceae)           |
|  |                                       |
|  | Alstroemerieae (Alstroemeriaceae s.s) |
|  |                                       |

| Alstroemeriaceae s.l. | \| \| Luzuriageae (Luzuriagaceae) \| \| \| \| \| \| Alstroemerieae (Alstroemeriaceae s.s) \| \| \| \| |
|                       | \| \| Luzuriageae (Luzuriagaceae) \| \| \| \| \| \| Alstroemerieae (Alstroemeriaceae s.s) \| \| \| \| |
|                       | Luzuriageae (Luzuriagaceae)                                                                           |
|                       | |
|                       | Alstroemerieae (Alstroemeriaceae s.s)                                                                 |
|                       | |

|  | Luzuriageae (Luzuriagaceae)           |
|  |                                       |
|  | Alstroemerieae (Alstroemeriaceae s.s) |
|  |                                       |

| Alstroemeriaceae s.l. | \| \| Luzuriageae (Luzuriagaceae) \| \| \| \| \| \| Alstroemerieae (Alstroemeriaceae s.s) \| \| \| \| |
|                       | \| \| Luzuriageae (Luzuriagaceae) \| \| \| \| \| \| Alstroemerieae (Alstroemeriaceae s.s) \| \| \| \| |
|                       | Luzuriageae (Luzuriagaceae)                                                                           |
|                       | |
|                       | Alstroemerieae (Alstroemeriaceae s.s)                                                                 |
|                       | |

|  | Luzuriageae (Luzuriagaceae)           |
|  |                                       |
|  | Alstroemerieae (Alstroemeriaceae s.s) |
|  |                                       |

| Alstroemeriaceae s.l. | \| \| Luzuriageae (Luzuriagaceae) \| \| \| \| \| \| Alstroemerieae (Alstroemeriaceae s.s) \| \| \| \| |
|                       | \| \| Luzuriageae (Luzuriagaceae) \| \| \| \| \| \| Alstroemerieae (Alstroemeriaceae s.s) \| \| \| \| |
|                       | Luzuriageae (Luzuriagaceae)                                                                           |
|                       | |
|                       | Alstroemerieae (Alstroemeriaceae s.s)                                                                 |
|                       | |

|  | Luzuriageae (Luzuriagaceae)           |
|  |                                       |
|  | Alstroemerieae (Alstroemeriaceae s.s) |
|  |                                       |

|  | Rhipogonaceae |
|  |               |
|  | Philesiaceae  |
|  |               |

|  | Smilacaceae |
|  |             |
|  | Liliaceae   |
|  |             |

|  | Rhipogonaceae |
|  |               |
|  | Philesiaceae  |
|  |               |

|  | Smilacaceae |
|  |             |
|  | Liliaceae   |
|  |             |

## Lưu ý
APG II 2003 công nhận họ Hành như một họ riêng và tách một số chi ra khỏi họ Loa kèn. Cụ thể xem bài Họ Hành.